# 元総社町
元総社町（もとそうじゃまち）は、群馬県前橋市の町名である。元総社町と元総社町一丁目から元総社町三丁目まである。郵便番号は371-0846。2013年現在の面積は2.55km2。

## 地理
前橋台地、利根川右岸に位置している。
前橋市西部のJR上越線新前橋駅の北西に広がり、西側が高崎市に接する　

## 歴史
上野国の政治の中心である、上野国府が当地におかれた。
江戸時代頃からある地名であり、「元惣社」と書いた。はじめは諏訪氏領、慶長6年に総社藩領、寛永10年に高崎藩、享保2年に前橋藩領、安永9年から高崎藩領だった。

### 年表
- 1889年4月1日 町村制施行により、元総社村は大渡村、大友村、内藤分村と合併し西群馬郡元総社村が成立する。
- 1896年4月1日 郡の統合（西群馬郡と片岡郡の統合）により、元総社村が群馬郡に所属する。
- 1954年4月1日 周辺1町5村（上川淵村、下川淵村、芳賀村、桂萱村、群馬郡東村、総社町）とともに元総社村は前橋市へ編入する。そのため前橋市元総社町となる。
- 1977年 一部が大友町一丁目、大友町三丁目になり、元総社町の一部から元総社町一丁目、元総社町二丁目、元総社町、総社町総社の各一部から元総社町三丁目が成立。

## 世帯数と人口
2017年（平成29年）8月31日現在の世帯数と人口は以下の通りである。
| 丁目・町丁     | 世帯数    | 人口    |
| -------------- | --------- | ------- |
| 元総社町       | 3,561世帯 | 7,544人 |
| 元総社町一丁目 | 419世帯   | 930人   |
| 元総社町二丁目 | 512世帯   | 996人   |
| 元総社町三丁目 | 61世帯    | 135人   |
| 計             | 4,553世帯 | 9,605人 |

## 小・中学校の学区
市立小・中学校に通う場合、学区は以下の通りとなる。
| 丁目           | 番地 | 小学校                 | 中学校               |
| -------------- | ---- | ---------------------- | -------------------- |
| 元総社町       | 一部 | 前橋市立元総社南小学校 | 前橋市立元総社中学校 |
| 元総社町       | 一部 | 前橋市立元総社北小学校 | 前橋市立元総社中学校 |
| 元総社町       | 一部 | 前橋市立元総社小学校   | 前橋市立元総社中学校 |
| 元総社町一丁目 | 全域 | 前橋市立元総社小学校   | 前橋市立元総社中学校 |
| 元総社町二丁目 | 全域 | 前橋市立元総社北小学校 | 前橋市立元総社中学校 |
| 元総社町三丁目 | 全域 | 前橋市立元総社北小学校 | 前橋市立元総社中学校 |

前橋市立元総社北小学校および前橋市立元総社中学校は、前橋市総社町総社に所在する。

## 交通

### 鉄道
最寄駅はJR上越線新前橋駅であり、同駅の西口が元総社町に位置する。同線の群馬総社駅は前橋市総社町植野に位置し、元総社町からは離れている。

### 道路
町域の南東部を南から東へ国道17号（高崎前橋バイパス、東国文化歴史街道）が通り、町内で群馬県道10号前橋安中富岡線と交差する。

## 施設
- 総社神社
- 群馬県総合交通センター
- 群馬県警察学校
- 群馬銀行本店営業部
- 前橋元総社郵便局

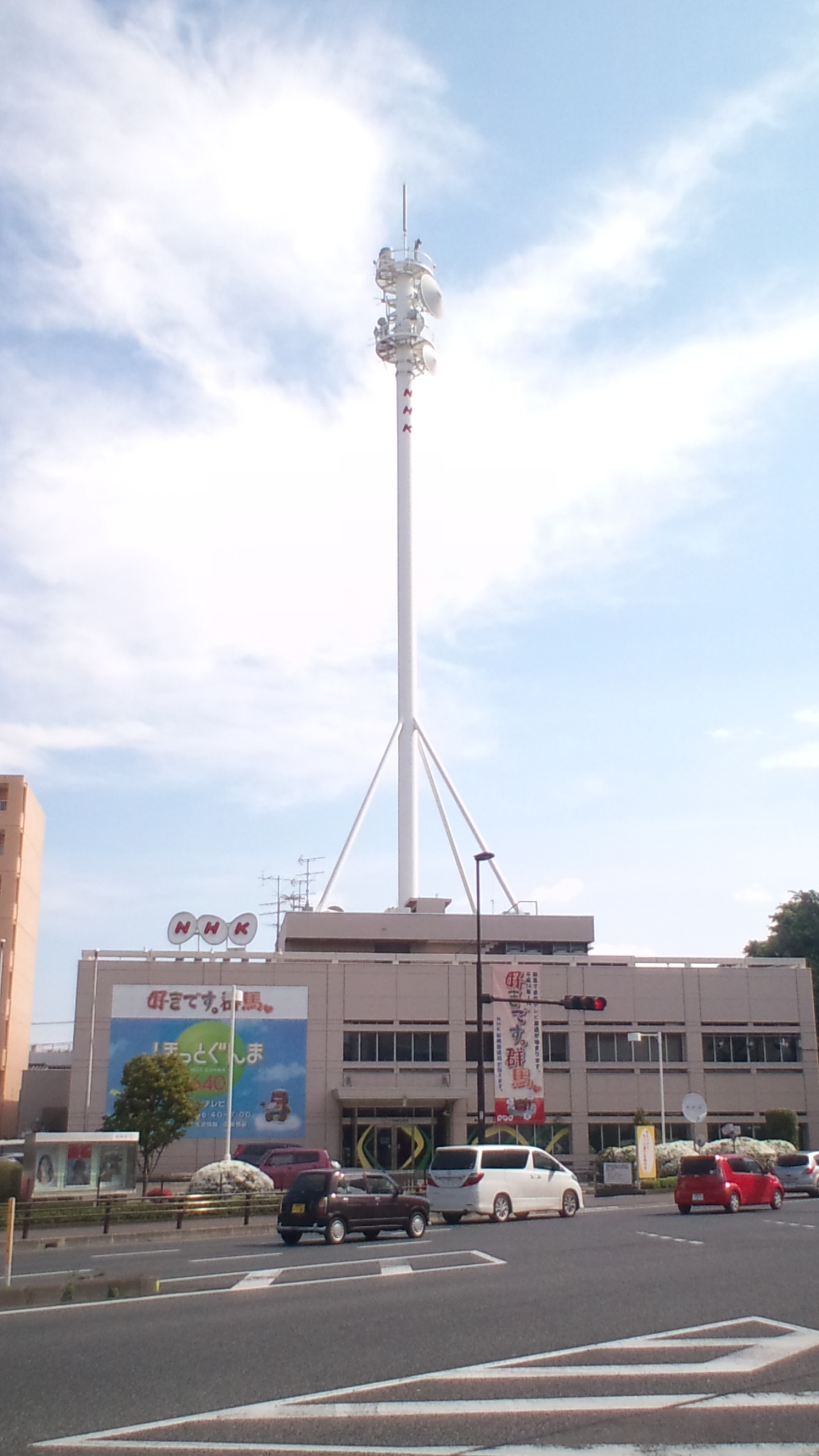
NHK前橋放送局
- 前橋市立元総社小学校
- 前橋市立元総社南小学校
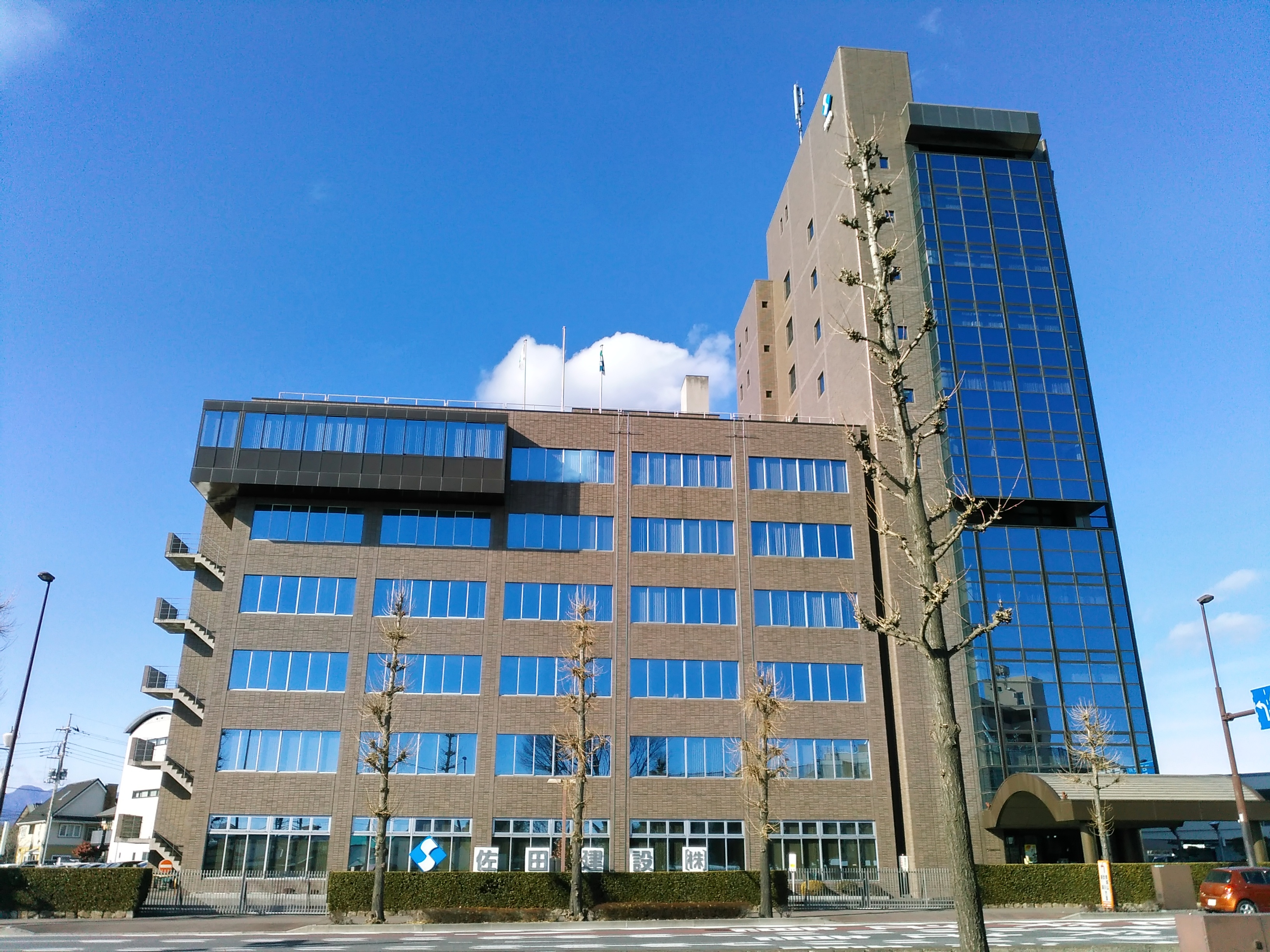
佐田建設本社（元総社町1-1-7）

- NHK前橋放送局
- 佐田建設本社